# 宁夏犀属
寧夏犀屬（學名：Ningxiatherium），舊稱寧夏板齒犀，為在中國寧夏發現的一種犀牛。

## 發現與研究

### 發現
第一個寧夏犀化石發現於1973年，當時中科院古脊椎動物與古人類研究所的研究人員在寧夏中寧採集到一些第三紀晚期的哺乳動物化石，其中包含一具相當完整的板齒犀類頭骨。（可能為老年個體）

### 近親
根據陳冠芳在1977年的論文中指出，平凹的顎骨顯示寧夏犀沒有額角，頰齒呈長方形，珐瑯質褶皺相對較少；相較之下，與伊朗犀屬（Iranotherium）的關係較近。
除了伊朗犀外，也有研究發現副板齒犀屬（Parelasmotherium）與寧夏犀屬於姊妹群關係，還有學者認為副板齒犀就是中華板齒犀。

### 特徵
寧夏犀屬於大型的犀類。其鼻骨窄長，前端明顯呈120°角折曲，上面有角生長附著的粗糙面痕跡，鼻端角略呈四稜狀並向前延伸。頭骨顴弓極不發育，細長而弱，不往頭骨兩側膨大，因此頭骨為窄長型（頭骨長約1公尺）。原脊與後脊細弱而直，原脊後側、外脊內側與後脊前側的琺瑯質褶皺明顯，反脊刺極為發育，小刺較不發育，小小刺則比小刺較發育，後凹不封閉。
此外，寧夏犀頰齒的相對寬度比長度大很多，尤其是臼齒最為明顯。